# Kabinett Andreotti IV
Das italienische Kabinett Andreotti IV wurde am 11. März 1978 durch Ministerpräsident Giulio Andreotti gebildet und befand sich bis zum 19. März 1979 im Amt. Es löste das dritte Kabinett Andreotti ab und wurde durch das fünfte Kabinett Andreotti abgelöst.

## Kabinett

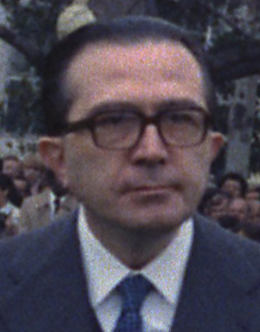
Giulio Andreotti (1973)

Dem Kabinett gehörten folgende Minister an:
| Amt                                                              | Name                                                | Parlamentsmandat                          | Anmerkungen |
| ---------------------------------------------------------------- | --------------------------------------------------- | ----------------------------------------- | --- |
| Ministerpräsident                                                | Giulio Andreotti                                    | Camera dei deputati                       | zugleich kommissarischer Innenminister vom 11. Mai bis 12. Juni 1978 |
| Minister ohne Geschäftsbereich für Sondermaßnahmen in Süditalien | Ciriaco De Mita                                     | Camera dei deputati                       | |
| Außenminister                                                    | Arnaldo Forlani                                     | Camera dei deputati                       | |
| Innenminister                                                    | Francesco Cossiga Giulio Andreotti Virginio Rognoni | Camera dei deputati                       | Cossiga: Amtszeit 11. März bis 11. Mai 1978 Andreotti: kommissarische Amtsführung vom 11. Mai bis 12. Juni 1978, zugleich Ministerpräsident Rognoni: Amtszeit 13. Juni 1978 bis 19. März 1979 |
| Justizminister                                                   | Francesco Paolo Bonifacio                           | Senato della Repubblica                   | |
| Minister für den Haushalt und Wirtschaftsplanung                 | Tommaso Morlino                                     | Senato della Repubblica                   | zugleich verantwortlicher Minister für die Regionen |
| Finanzminister                                                   | Franco Maria Malfatti                               | Camera dei deputati                       | |
| Schatzminister                                                   | Filippo Maria Pandolfi                              | Camera dei deputati                       | |
| Verteidigungsminister                                            | Attilio Ruffini                                     | Camera dei deputati                       | |
| Minister für öffentlichen Unterricht                             | Mario Pedini                                        | Senato della Repubblica                   | |
| Minister für öffentliche Arbeiten                                | Gaetano Stammati                                    | Senato della Repubblica                   | |
| Minister für Landwirtschaft und Forsten                          | Giovanni Marcora                                    | Senato della Repubblica                   | |
| Verkehrsminister                                                 | Vittorino Colombo                                   | Senato della Repubblica                   | |
| Minister für Post und Telekommunikation                          | Antonino Gullotti                                   | Camera dei deputati                       | |
| Minister für Industrie, Handel und Handwerk                      | Carlo Donat-Cattin Romano Prodi                     | Camera dei deputati ohne Parlamentsmandat | Donat-Cattin: Amtszeit 11. März bis 24. November 1978 Prodi: Amtszeit 25. November 1978 bis 19. März 1979                                                                                     |
| Minister für Arbeit und Sozialversicherung                       | Vincenzo Scotti                                     | Camera dei deputati                       | |
| Außenhandelsminister                                             | Rinaldo Ossola                                      | ohne Parlamentsmandat                     | |
| Minister für die Handelsmarine                                   | Emilio Colombo                                      | Camera dei deputati                       | |
| Minister für staatliche Beteiligungen                            | Antonio Bisaglia                                    | Camera dei deputati                       | |
| Gesundheitsministerin                                            | Tina Anselmi                                        | Camera dei deputati                       | |
| Minister für Tourismus und Veranstaltungen                       | Carlo Pastorino                                     | Senato della Repubblica                   | |
| Minister für kulturelles Erbe und Umwelt                         | Dario Antoniozzi                                    | Camera dei deputati                       | zugleich verantwortlicher Minister für die Koordinierung der wissenschaftlichen Forschung und Technologie                                                                                     |